# Връхбаре
Връхбаре (на сръбски: Врхбарје) е село в Босна и Херцеговина, разположено в община Соколац, в ентитета на Република Сръбска. Намира се на 1020 метра надморска височина. Населението му според преброяването през 2013 г. е 8 души, от тях: 8 (100 %) бошняци.

## Население
Численост на населението според преброяванията през годините:
- 1961 – 82 души
- 1971 – 71 души
- 1981 – 75 души
- 1991 – 53 души
- 2013 – 8 души